# حب عربي (فلم 1922)
حب عربي هو فيلم أبيض وأسود درامي أمريكي صامت إنتاج عام 1922 أخرجه جيروم ستورم وبطولة جون جيلبرت وباربرا بيدفورد وباربرا لا مار. من غير المعروف ما إذا كان الفيلم قد نجا. تم تصويره جزئيًا في موقع في صحراء موهافي.

## ملخص الفيلم
بعد فترة وجيزة من زواجها من رجل ، تسافر نادين فورتييه عبر الصحراء إلى مدينة بعيدة لزيارة والدتها المحتضرة. في طريقها ، يتم اختطافها من قبل مجموعة من قطاع الطرق ، الذين يستخدمونها أثناء القمار. أصبحت نادين في النهاية ملكًا لنورمان ستون، وهو مجرم أمريكي هارب من الشرطة. يساعدها نورمان على الوصول إلى الأمان ويخططون لعبور الطرق. لكن نادين تتصل به لتجد قاتل زوجها.
تغار ثمار ، ابنة أحد الشيوخ ، من اهتمام نورمان بنادين وأخبرت نادين أن نورمان مسؤول عن وفاة والدها. عند مواجهته، اعترف نورمان بأن زوجها عقد عدة اجتماعات سرية مع أخته وأنه قتل بطريق الخطأ بالرصاص في حضوره. على الرغم من أنها كانت غاضبة في البداية، إلا أن حبهم لبعضهم البعض يثبت أنه أقوى. وتزوجوا في النهاية وغادروا البلاد إلى أمريكا.

## روابط خارجية
- حب عربي  في قاعدة بيانات الأفلام على الإنترنت (بالإنجليزية)